# Frontière entre l'Angola et la Zambie
La frontière entre l'Angola et la Zambie est la frontière séparant l'Angola et la Zambie.

## Histoire
La frontière angolo-zambienne apparaît durant l'époque coloniale, lorsque les territoires actuels de l'Angola (alors l'Afrique occidentale portugaise) et de la Zambie (alors la Rhodésie du Nord) passèrent respectivement sous les sphères d'influence portugaise et britannique.
Le Portugal et le Royaume-Uni établirent une frontière entre leurs sphères d'influence respectives en Afrique centrale par un traité en 1891. Des problèmes concernant la frontière occidentale du Barotseland (une région située au nord-ouest de la Rhodésie) conduisirent les deux parties à s'entendre pour nommer le roi d'Italie Victor Emmanuel III comme arbitre du différend.
En 1905, le roi d'Italie modifia le tracé initial et détermina le tracé de l'actuelle frontière entre l'Angola et la Zambie, déplaçant la ligne frontière initiale du Zambèze au Kwando.